# Tour de Xingtái
El Tour de Xingtái (oficialmente: Tour of Xingtai) es una carrera ciclista profesional por etapas que se realiza en Xingtái y sus alrededores en la República Popular China.
La primera edición se disputó en el año 2017, haciendo parte del UCI Asia Tour como competencia de categoría 2.2 y fue ganada por el ciclista estadounidense Jacob Rathe.

## Palmarés
| Año  | Ganador              | Segundo           | Tercero             |           |
| ---- | -------------------- | ----------------- | ------------------- | --------- |
| 2017 | Jacob Rathe          | Dušan Kalaba      | Salaheddine Mraouni |           |
| 2018 | Damiano Cima         | Ulises Castillo   | Mykhailo Kononenko  |           |
| 2019 | Carlos Cobos Márquez | Amir Kolahdozhagh | Mykhailo Kononenko  |           |
| 2020 | cancelada            | cancelada         | cancelada           | cancelada |
| 2021 | cancelada            | cancelada         | cancelada           | cancelada |

## Palmarés por países
| País           | Victorias |
| -------------- | --------- |
| Estados Unidos | 1         |
| Italia         | 1         |
| España         | 1         |